# 野场惨案
野场惨案，侵华日军于1943年5月7日在河北省完县野场村东北（现属河北省保定市顺平县大悲乡野场村）制造的一起屠杀事件。事件中遇害的村民都来自附近的野场、龙旺水、王家庄、解放等村庄，共有118人身亡，54人重伤。

## 事件背景
完县在1937年被日军占领之前隶属于河北省博野督察区。完县被日军占领后，中国共产党在西安阳村成立完县抗日政府，后隶属于晋察冀边区。惨案发生时，完县抗日政权隶属于晋察冀边区北岳区第四专区，晋察冀边区工业部驻地位于离野场十多华里的神南村，冀中九分区供给部驻地位于野场。惨案发生前，抗日军民为应对日军的扫荡，进行了“坚壁清野”，部队转移，群众隐藏到了山中。

## 事件经过
1943年5月1日至7日，当地侵华日军对唐县、完县、涞源一带进行全面大“扫荡”，1943年5月7日清晨，日军控制了石匣岭一带制高点，并在汉奸庞珠子的带领下到处搜山，将搜山抓到的野场、解放、黄岩、龙旺水等村200多名村民集中到野场村东北石沟的一小块不到半亩的打谷场之中。上午9时，日军在一名手拿八卦旗的翻译官的协助下逼问村民们八路军的信息，在村民拒绝向日军出卖八路军后，日军用两挺重机枪对村民进行了扫射，共造成包括野场村村长的妻子张竹子、儿子王璞，野场村妇女郝称意母子，龙旺水刘清和夫妇，王阳明的弟弟黑牛、侄子生儿，王驴子的家人，王庆善的妻子等118人遇害，另有56人重伤，妇孺占死伤人数的四分之三以上，而且8岁的王喜路等部分重伤村民后因伤重去世。仅野场村就有王长合、王喜亚、王德子、陈亭儿等四户全家都遇害了。

## 善后与纪念
5月8日，晋察冀边区第四专员公署组织慰问队，对现场进行了善后、救济、慰问和医疗工作。惨案发生后，晋察冀边区和当时的完县人民政府召开追悼大会。5月19日，晋察冀边区第四专员公署发表《为野场惨案告同胞书》。5月23日，完县县议会、完县县政府、完县各界抗日联合会、完县第七区队联合发表《为控诉野场寨圈惨案通电》。5月30日，晋察冀边区北岳区第四区各界抗敌联合会、第四专员公署、第三军区政治部联合发表了《为日本法西斯残杀我妇孺老幼向全世界控诉》。7月初，边区政府在野场村石匣岭上为死难者竖立了两座纪年石碑。
时任中共晋察冀边区第三地委宣传干事的音乐家劫夫曾亲自赶赴现场，为纪念该惨案创作了歌曲《忘不了》，在群众中广为传唱。
遇害的野场村儿童团团长王璞被追授“抗日民族小英雄”称号，并在野场村旁树立起“抗日小英雄王璞烈士纪念碑”。1949年后，王璞被共青团中央追授“全国十大少年英雄”称号。
野场惨案遗址于2001年2月7日被河北省政府公布为省级文物保护单位。